# Amaurornis bicolor
Amaurornis bicolor é uma espécie de ave da família Rallidae.
Pode ser encontrada nos seguintes países: Butão, China, Índia, Laos, Myanmar, Nepal, Tailândia e Vietname.
Os seus habitats naturais são: regiões subtropicais ou tropicais húmidas de alta altitude.